# Запис Лукића крушка (Скорица)
Запис Лукића крушка (Скорица) се налази на парцели чији је власник Стевановић Душанка.

## Локација
| Општина             | Ражањ                                                            |
| Катастарска општина | Скорица                                                          |
| Потес               | Црвени брег                                                      |
| Координате          | 43° 47′ 34″ С; 21° 34′ 41″ И / 43.7928° С; 21.577999999999999° И |
| Надморска висина    | 253m                                                             |

## Карактеристике
Дендрометријске вредности утврђене на терену и сателитским снимцима:
| Стабло                     | Крушка |
| Висина стабла              | m      |
| Обим дебла                 | m      |
| Пречник крошње             | 13m    |
| Пречник дебла              | m      |
| Висина дебла до прве гране | m      |

## База записа
Запис је у оквиру Викимедија пројекта "Запис - Свето дрво" заведен под редним бројем 0604.